# Juan Manuel Molina Mateo
Juan Manuel Molina Mateo, más conocido como Juanel (Jumilla, región de Murcia, 4 de agosto de 1901 - Barcelona, 20 de septiembre de 1984) fue un dirigente sindicalista español que simpatizaba con el  movimiento anarquista.

## Biografía
Hijo de agricultores, en 1919 era el vicepresidente del Centro Obrero de Jumilla y fue detenido por primera vez. Se negó a hacer el servicio militar y escapó a Barcelona con documentación falsa. Allí militó en el sindicato anarquista, la CNT, donde en 1922 era miembro del Comité Nacional y secretario de la Comisión Nacional de Relaciones con Grupos Anarquistas. Allí conoció a su compañera, la también militante anarcosindicalista Lola Iturbe.
A la vez que trabajaba en la construcción en Barcelona y Granollers participó en la fabricación de granadas clandestinas, razón por la cual tuvo que huir a Francia en 1926, durante la dictadura de Primo de Rivera. Mientras trabajaba en la construcción fue secretario general de los Grupos Anarquistas de Lengua Española. Fue detenido varias veces y finalmente expulsado a Bélgica, donde contactó con Durruti y Ascaso y formó parte de la Comisión de Defensa Anarquista Internacional. Allí colaboró con artículos en la revista La Voz Libertaria.
A raíz de la proclamación de la Segunda República Española volvió a Barcelona, donde sustituyó a José Elizalde como secretario general de la FAI en 1931 y ocupó el cargo hasta 1935. En 1932 fue encarcelado unos meses. También fue director de las publicaciones Tierra y Libertad y Tiempos Nuevos.
El 19 de julio de 1936 había sido detenido pero fue liberado después de la oleada revolucionaria provocada por el fracaso en Barcelona del golpe de Estado del 18 de julio. Entonces representó a la CNT en el Comité de Abastecimiento y después de los hechos de mayo de 1937 será subsecretario de Defensa de Cataluña.  Rechazó el cargo de comisario del Tribunal Popular del Ejército y fue comisario político de los Cuerpos de Ejército X y XI.
Al acabar la guerra civil española marchó a Francia, donde fue delegado de la Comisión General del Movimiento Libertario Español en los campos del Sur de Francia. El abril de 1939 se reunió en Nimes con Francisco Ponzán para planear una estrategia de regreso en el interior. La dirección del MLE la rechazó, razón por la cual rompió con Germinal Esgleas Jaume. Actuó como delegado exterior del Secretario General de la CNT en el interior, Esteve Pallarols y Xirgu, y colaboró con el Grupo Ponzán y con Agustín Remiro Manero para ayudar a huir en Francia numerosos perseguidos del franquismo.
Fue uno de los principales artífices de la reconstrucción de la CNT en Francia, razón por la cual fue detenido a menudo en 1940. Fue elegido Secretario General de la CNT del exterior en el Congreso de Torniac de septiembre de 1943. Se decantó para colaborar con los Gobiernos de la Segunda República Española en el exilio, razón por la cual en el Pleno de Muret de octubre de 1944 fue sustituido por Francisco Careño. No se presentó a la reelección en el Congreso de París de mayo de 1945 y el febrero de 1946 entró clandestinamente en España. Fue nombrado Secretario de Defensa del Comité Nacional de la CNT y de la Alianza Nacional de Fuerzas Democráticas, pero en marzo de 1946 fue detenido y condenado a 15 años de prisión. En 1952 fue liberado y se estableció en Toulouse, a la vez que se mantuvo al margen de la militancia activa. En 1976 volvió a España para colaborar en la reconstrucción de la CNT

## Obras
- La insurrección anarquista del 8 de diciembre de 1934 (Barcelona, 1934, con Diego Abad de Santillán).
- Noche sobre España. Siete años en las prisiones de Franco (México, 1958).
- España libre (México, 1966).
- El movimiento clandestino en España 1939-1949 (México, 1976).
- El comunismo totalitario (México, 1982).